# Missões diplomáticas da Papua-Nova Guiné

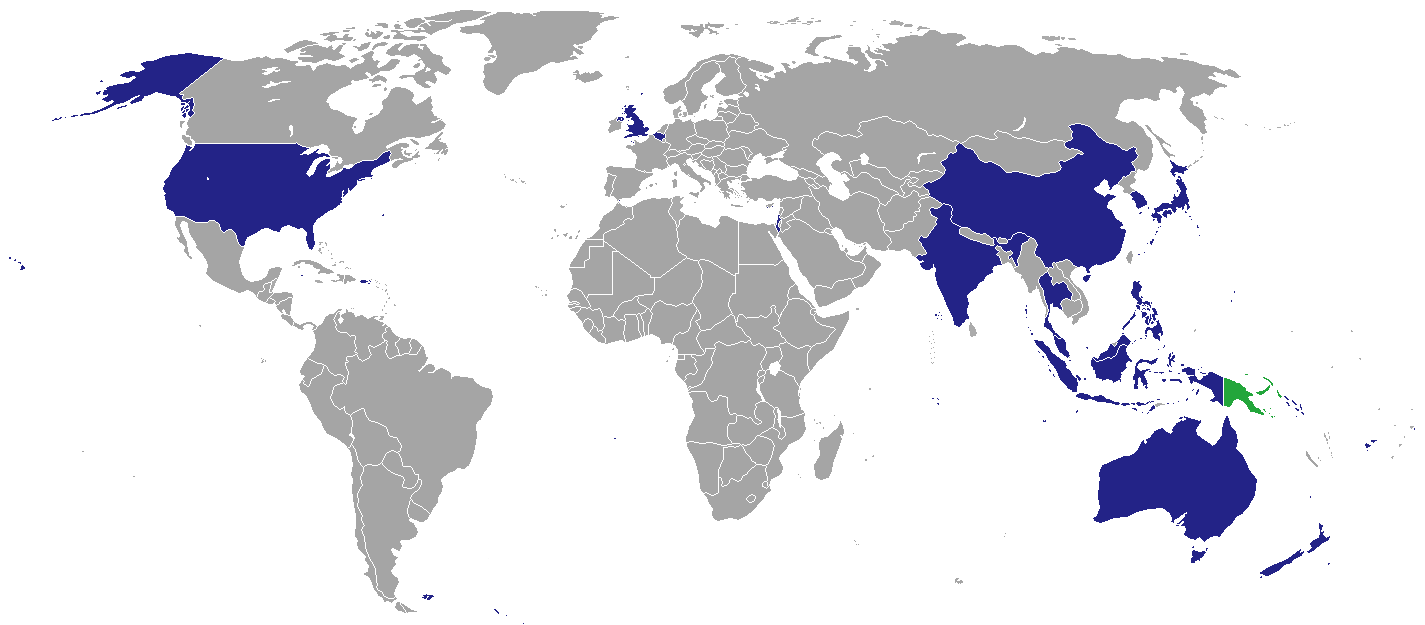
Missões diplomáticas de Papua-Nova Guiné

Abaixo se encontram as embaixadas e consulados de Papua-Nova Guiné:

## América

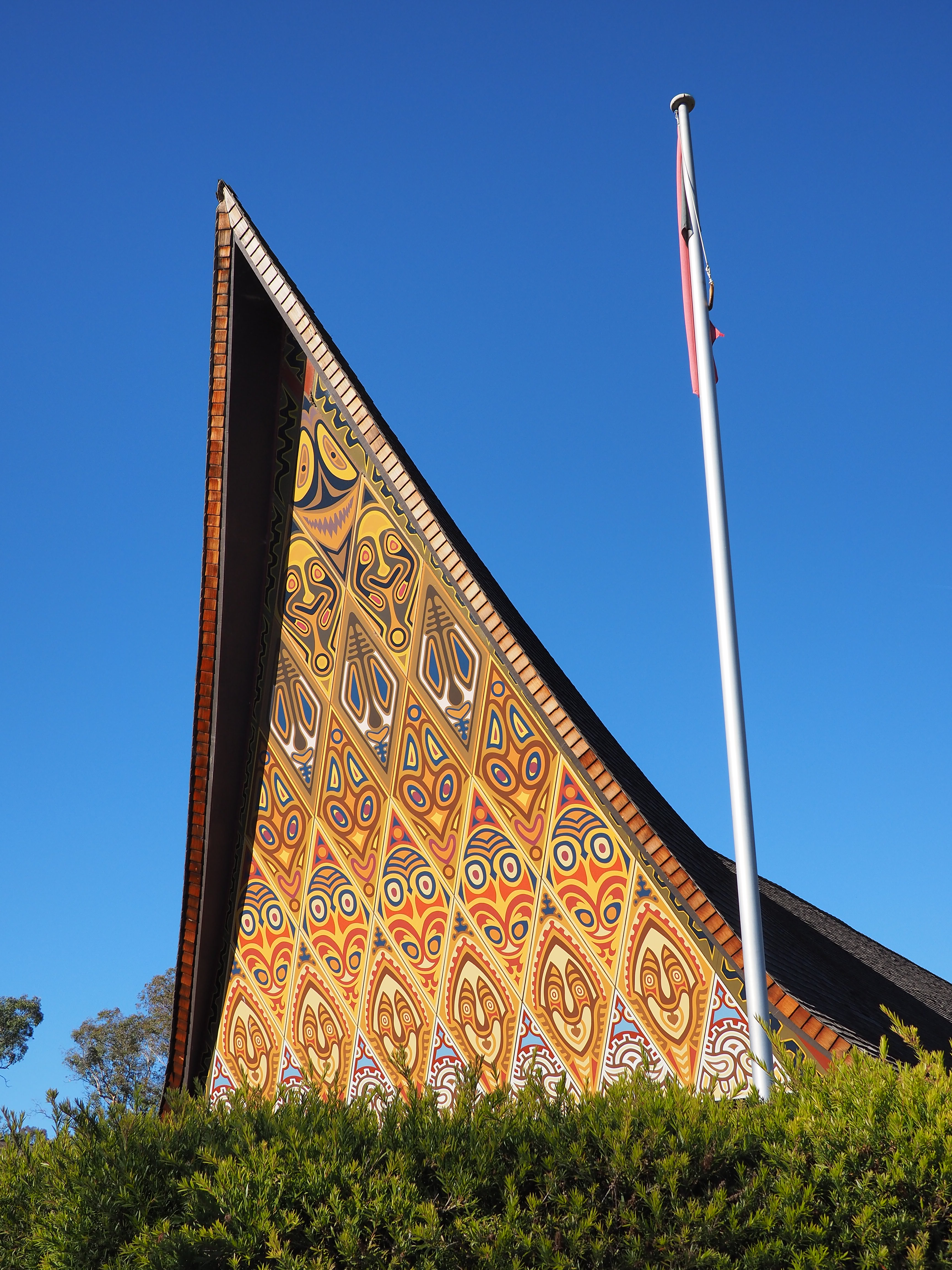
Alta comissão de Papua-Nova Guiné em Camberra

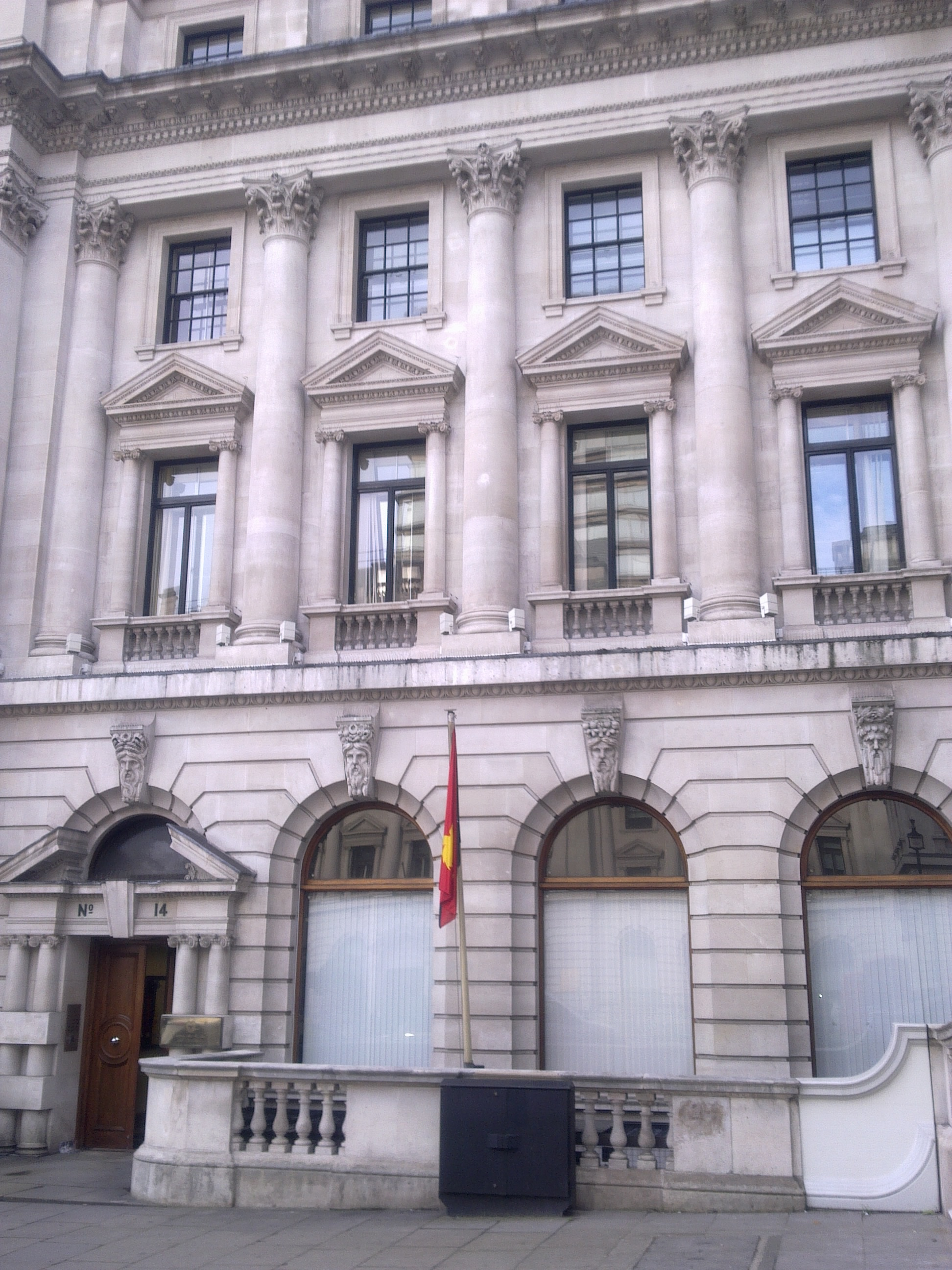
Alta comissão de Papua-Nova Guiné em Londres

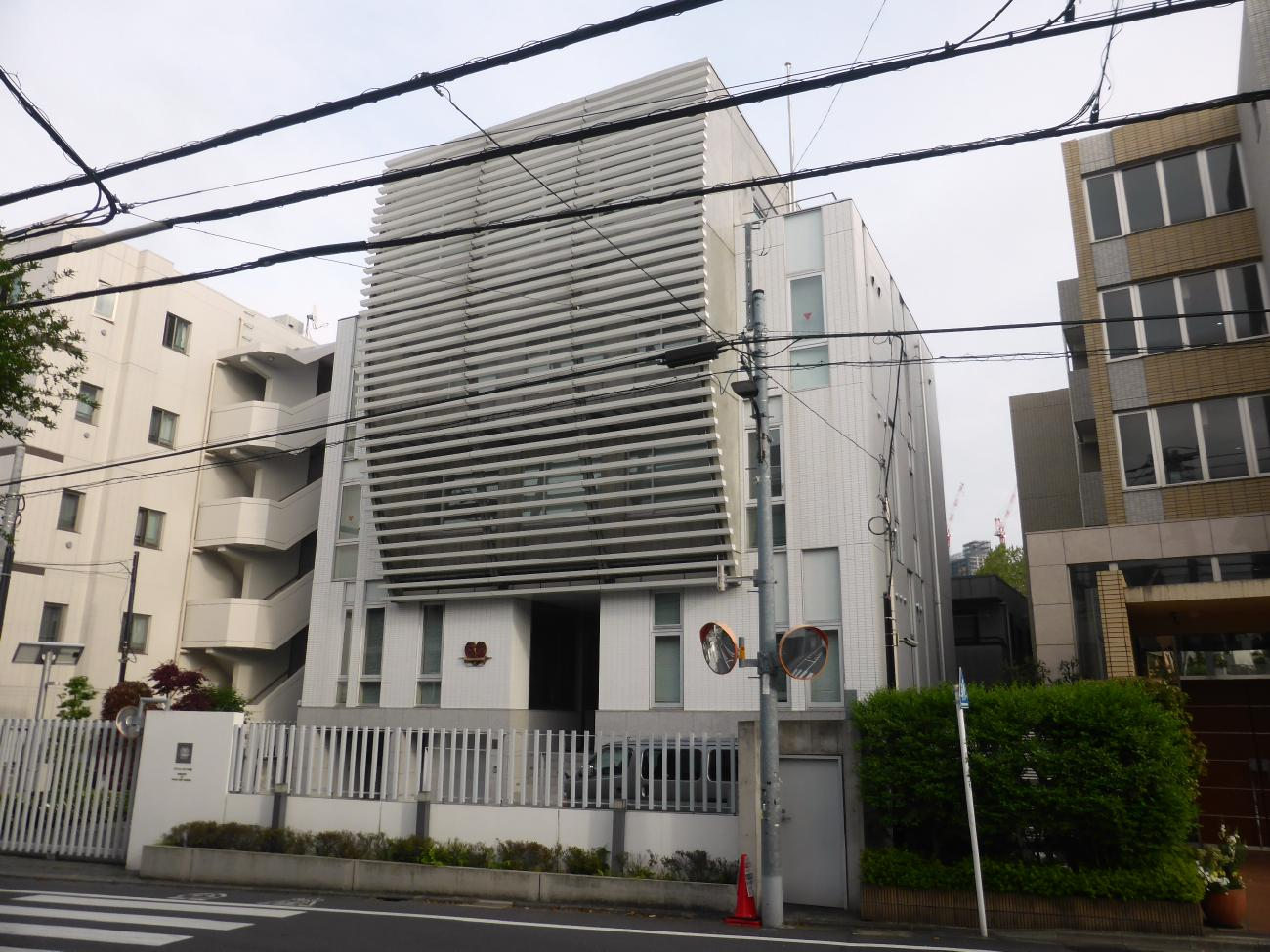
Embaixada de Papua-Nova Guiné em Tóquio

- Estados Unidos
  - Washington, DC (Embaixada)

## Ásia
- China
  - Pequim (Embaixada)
- Coreia do Sul
  - Seul (Embaixada)
- Filipinas
  - Manila (Embaixada)
- Índia
  - Nova Deli (Alta comissão)
- Indonésia
  - Jacarta (Embaixada)
  - Jayapura (Consulado-Geral)
- Japão
  - Tóquio (Embaixada)
- Malásia
  - Kuala Lumpur (Alta comissão)

## Europa
- Bélgica
  - Bruxelas (Embaixada)
- Reino Unido
  - Londres (Alta comissão)

## Oceania
- Austrália
  - Camberra (Alta comissão)
  - Brisbane (Consulado-Geral)
  - Sydney (Consulado-Geral)
- Fiji
  - Suva (Alta comissão)
- Ilhas Salomão
  - Honiara (Alta comissão)
- Nova Zelândia
  - Wellington (Alta comissão)

## Organizações multilaterais
- Nova Iorque (Missão permanente de Papua-Nova Guiné ante as Nações Unidas)